# سایوز۱۴

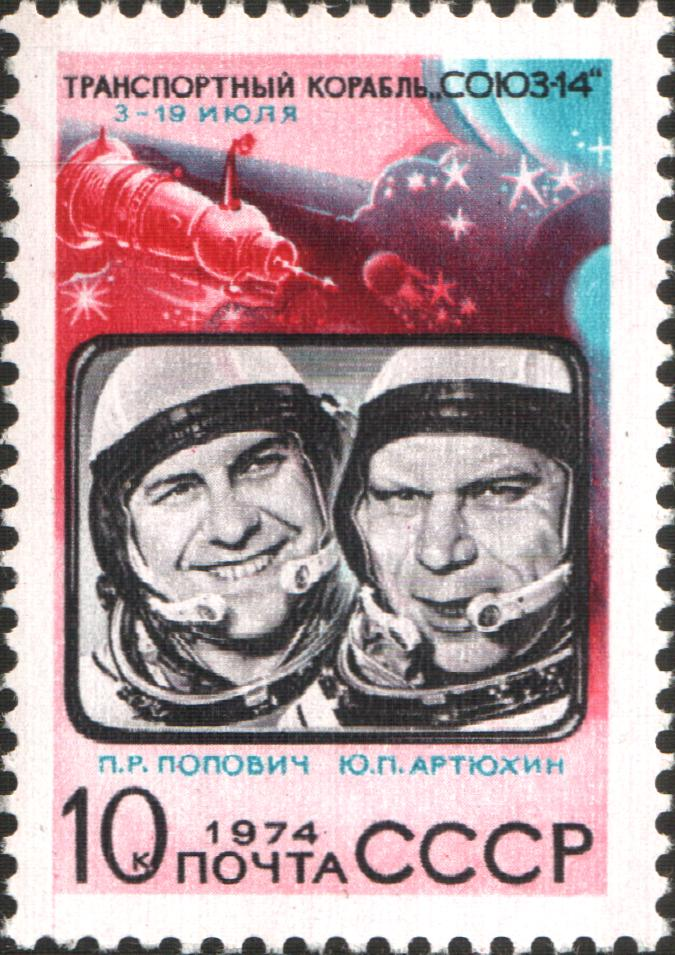
تصاویر فضانوردان سایوز-۱۴ روی تمبر

سایوز-۱۴ (به روسی: Союз ۱۴) (به معنای اتحاد ۱۴) یکی از مأموریت فضایی مهم و سری سازمان فضایی شوروی بود. سایوز-۱۴ جزئی از پروژه فضایی به شدت سری شوروی به نام آلماز بود. سایوز-۱۴ برنامه‌ریزی شده بود تا به ایستگاه فضایی سالیوت-۳ متصل شده و شرایط تشکیل و سازماندهی امور نظامی-فضایی را بررسی کند. همین مسائل مرتبط به امور نظامی و سری بودن این مأموریت باعث شده بود تا آن زمان خود روزنامه نگاران و مردم شوروی متوجه این مأموریت نشوند.

## خدمه مأموریت
| شماره | نام          | ملیت               | تعداد پرواز | نقش         | تصویر |
| ۱     | پاول پوپوویچ | اتحاد جماهیر شوروی | ۲           | فرمانده     |       |
| ۲     | یوری آرتوکین | اتحاد جماهیر شوروی | ۱           | مهندس پرواز |       |

 همچنین سایوز-۱۴ در مجموع اولین مأموریت کاملاً موفق یک فضاپیما به مقصد ایستگاه فضایی بود.